# Stefan Thurnbichler
Stefan Thurnbichler (* 2. März 1984 in Innsbruck, Tirol) ist ein ehemaliger österreichischer Skispringer.

## Werdegang
Er ist Mitglied im Kitzbüheler Ski Club und gehörte dem österreichischen A-Kader, dem zweithöchsten Kader des ÖSV an. Bei den Junioren-Weltmeisterschaften 2002 in Schonach im Schwarzwald belegte er im Einzelspringen den sechsten Platz. Er sprang am Beginn seiner Karriere hauptsächlich im Continental Cup. Erst in der Saison 2009/2010 kam er zu regelmäßigen Einsätzen im Weltcup. Auch nahm er in dieser Saison an der Vierschanzentournee teil und erreichte den 15. Gesamtrang. Seine beste Einzelplatzierung im Weltcup erreichte er mit einem 4. Platz am 16. Januar 2010 in Sapporo.
Beim Weltcupspringen in Willingen am 7. Februar 2010 erreichte er mit der Mannschaft den 3. Rang. Bereits am 21. März 2003 hatte er, ebenfalls mit dem österreichischen Team, das Springen in Planica auf Platz 3 beendet.
Sein persönlicher Weitenrekord liegt bei 224 m. Auch sein jüngerer Bruder Thomas war Skispringer.

## Statistik

### Weltcup-Platzierungen
| Saison  | Platz | Punkte |
| ------- | ----- | ------ |
| 2002/03 | 44.   | 067    |
| 2003/04 | 59.   | 016    |
| 2006/07 | 77.   | 007    |
| 2009/10 | 25.   | 201    |
| 2010/11 | 44.   | 074    |